# Stromness (Orkney)
Die Ortschaft Stromness auf der schottischen Insel Mainland (Orkney) ist mit 1758 Einwohnern die zweitgrößte Siedlung sowohl der Hauptinsel als auch des Archipels und einer der Fährhäfen (des Lifeline-Dienstes) zu den Orkneys. Sie liegt langgestreckt und eingeklemmt zwischen dem Meer und einem Hügel etwa 14 km westlich des Hauptortes Kirkwall an der Einmündung zu Scapa Flow. Stromness wird wie Husum aufgrund der Farbe seiner Steinhäuser auch die „graue Stadt am Meer“ genannt.

## Geschichte
Die an der Hamnavoebucht, nördlich des Hoysound gelegene Stadt ging aus einer Wikingersiedlung hervor. Die Bucht von Stromness ist ein tiefer Ankerplatz, der vor allem gegen Stürme aus Südwesten schützt. Der Zeitpunkt der ersten Ansiedlung ist unsicher. Die Orkneyinga saga erzählt, dass Earl Harald Maddadson im September 1152 vor der Verfolgung durch Erlend und Sweyn Asleifsson Zuflucht in der Burg von Cairston fand (als Ruine nah der Stadt erhalten). Dies ist die erste Überlieferung eines festen Platzes auf der anderen Seite der Bucht. In den 1620er Jahren gründete der Bischof von Orkney an der Westseite des Hafens jenen Platz, der zur Stadt Stromness wurde.
Ihre Blüte erreichte die Stadt, in der im Jahre 1814 noch alle Straßen durch Treppen unterbrochen waren, im 17. Jahrhundert mit dem Walfang. 1817 erlangte Stromness das Stadtrecht und wurde auch Stützpunkt der Hudson’s Bay Company, die erheblich an der Erschließung Nordamerikas beteiligt war. Später profitierte sie von der Hochkonjunktur der Herings- und Kabeljaufischerei. Als port of last call war Stromness wichtiger Hafen der britischen Marine und Ausgangspunkt britischer Überseeexpeditionen (John Franklin u. a.).
Historisch hatte Stromness den Hauptort einer Verwaltungseinheit (Civil Parish) gebildet. Ende des 20. Jahrhunderts wurde diese in eine Gemeinde (Community Council Area) umgewandelt.

## Sonstiges

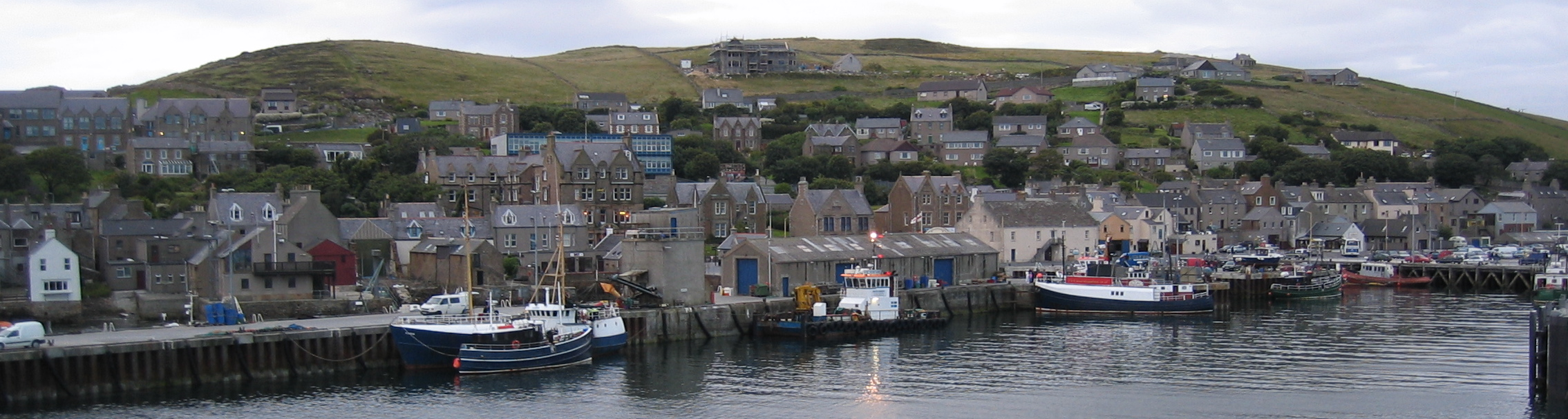
Der Hafen

Heute ist die Stadt Veranstaltungszentrum des Orkney Jazz (im April), des Orkney Folk (im Mai) und des Orkney-Beer-Festivals (im August). Die Stromness Shopping Week (im Juli) ist das größte Volksfest der Inselgruppe. Zur Jahreswende werden in Stromness und Kirkwall die Ba’Games gespielt.
Im denkmalgeschützten Zentrum der Stadt zeugt die Uferrandbebauung mit Piers und Lager- und Handelshäusern von der wirtschaftlichen Blütezeit der Hafenstadt. In einem der Gebäude befindet sich das Stromness Museum, das über die Naturkunde von Orkney und die maritime Vergangenheit der Stadt informiert.
Das Pier Arts Centre beherbergt die Sammlung von Margaret Gardiner (1904–2005), die u. a. mit Barbara Hepworth und Ben Nicholson befreundet war. Ihre Werke bilden einen Schwerpunkt der Sammlung.

## Verkehr
Stromness ist über die von NorthLink Ferries betriebene Fährverbindung Scrabster – Stromness mehrfach täglich an das schottische Festland angebunden.
Fährverbindungen bestehen von Stromness nach Scrabster auf dem schottischen Festland, zur kleinen Insel Graemsay und zur Anlegestelle Moanes Pier auf der Nachbarinsel Hoy.

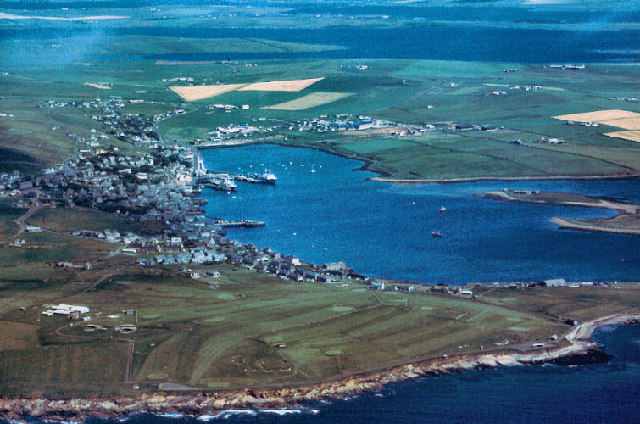
Stromness
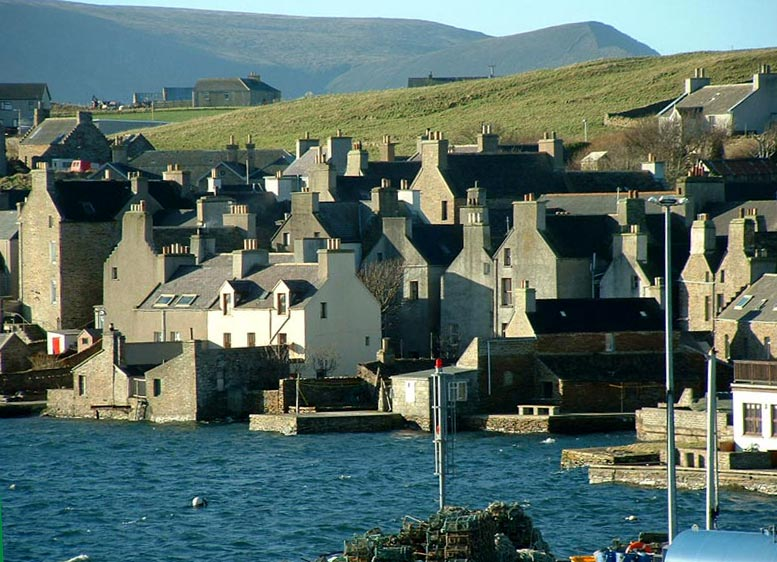
Graue Stadt
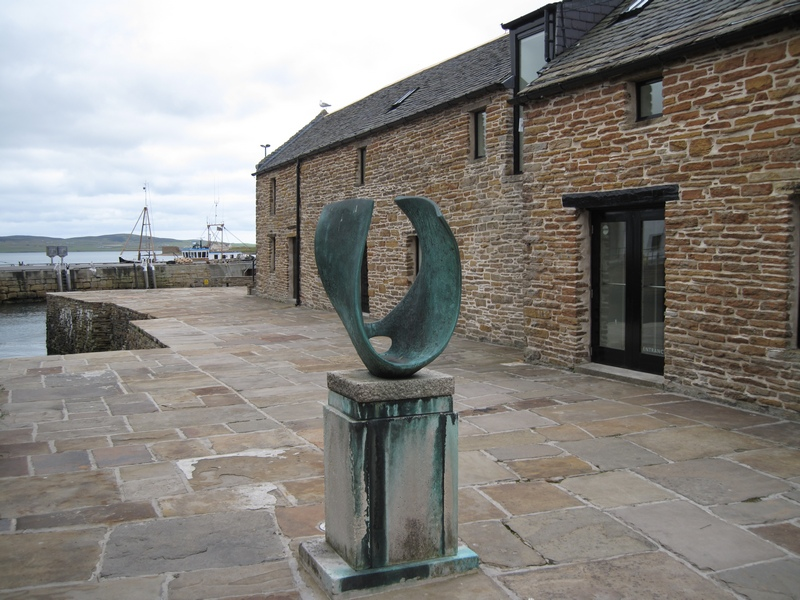
Barbara Hepworth: Curved Form (Trevalgan), 1956

## Neue Energie
Vor Billia Croo, westlich von Stromness, liegt eines der ersten Wellenkraftwerke. Nach mehrjährigem Test unter Laborbedingungen und Aufrüstung auf marktfähige Leistung 2006 wird die Pelamis unter Leitung des European Marine Energy Centres, einem EU-geförderten Forschungszentrum der University of the Highlands and Islands, nun weitere Jahre unter kommerziellen Bedingungen getestet.

## Stromness in Literatur und Musik
Stromness ist Handlungsort von Herbert Wetterauers 2009 erschienenem Roman Stromness. Der Ort fungiert im Roman Air von Christian Kracht als Wohnort des Protagonisten. Der britische Komponist Peter Maxwell Davies hatte ein Ferienhaus auf Hoy (Orkney) und widmete der Stadt Farewell to Stromness. Die Komposition wurde 2003 in die Classic FM (UK) Hall of Fame aufgenommen.

## Söhne und Töchter der Stadt
- George Mackay Brown (1921–1996), The Bard of Orkney, Schriftsteller und Dichter
- John Gow (etwa 1698–1725), in Stromness aufgewachsener und in London hingerichteter Pirat

## Sehenswürdigkeiten
- Stromness Museum
- Millards House
- Warehouse
- Fountain
- Church Road
- Victoria Street Church
- Graham Place
- Khyber Pass
- Dundas Street
- Puffer´s Close
- Pier Arts Centre
- Holme von Stromness